# جين كورتيس
جين كورتيس (بالإنجليزية: Gene Curtis) هو لاعب كرة قاعدة أمريكي، ولد في 5 مايو 1883 في بيثاني في الولايات المتحدة، وتوفي في 1919 في ستوبنفيل في الولايات المتحدة.

## وصلات خارجية
- جين كورتيس على موقعبيزبول رفرنس.كوم (الدوري الرئيسي) (الإنجليزية)
- جين كورتيس على موقعبيزبول رفرنس.كوم (الدوري الثانوي) (الإنجليزية)